# William Kennedy Laurie Dickson
Pour les articles homonymes, voir William Dickson et Dickson.
William Kennedy Laurie Dickson né le 3 août 1860 au Minihic-sur-Rance (Ille-et-Vilaine) et mort le 28 septembre 1935 à Twickenham (Royaume-Uni) est un inventeur, producteur, directeur de la photographie, réalisateur, scénariste et acteur franco-britannique.
Sa carrière marquante s'est déroulée aux États-Unis. Il est l'un des inventeurs du cinéma, le premier réalisateur de films de l'histoire et le premier acteur dans un film.

## Biographie

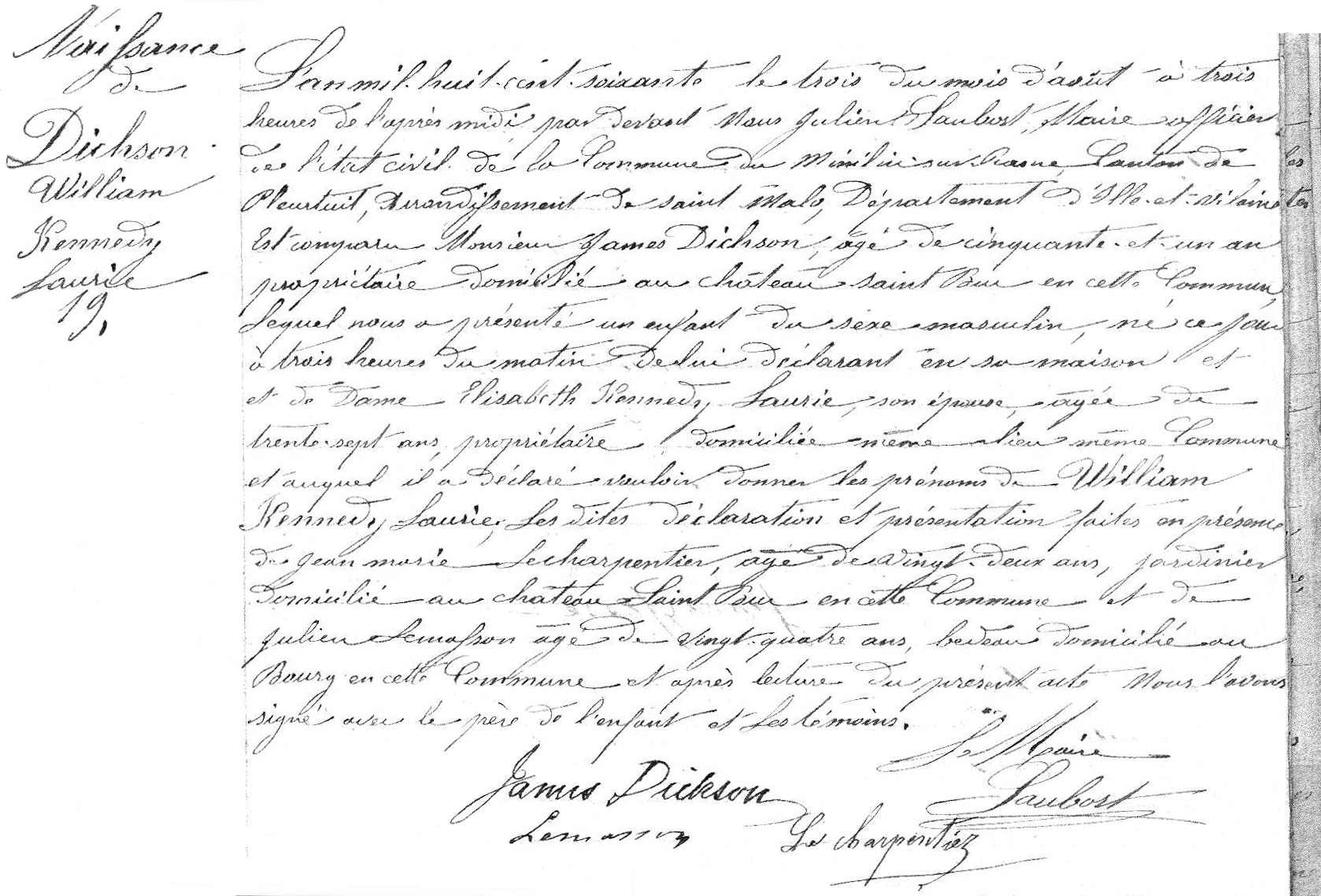
Acte de naissance de William Kennedy Laurie Dickson.

Dickson naît le 3 août 1860 en France dans le petit port du Minihic-sur-Rance (Ille-et-Vilaine), d'une mère d'origine écossaise et d'un père anglais. Son père, James Waite Dickson, est artiste, astronome et linguiste, et se dit être le descendant en ligne directe du peintre Hogarth ainsi que du juge John Waite, l'homme qui prononça la sentence de mort du roi Charles Ier. Musicienne douée, sa mère, Elizabeth Kennedy-Laurie Dickson, est apparentée aux Laurie de Maxwellton — immortalisés dans la ballade Annie Laurie — et, de façon plus lointaine, au duc d'Atholl et à la branche royale des Stuart.
Jusqu'en 1879, William Dickson habite en France. Après la mort de son père, il s'installe en Grande-Bretagne avec sa mère et ses sœurs. Là, Dickson, fasciné par les sciences et la mécanique, envoie des lettres à Thomas Alva Edison aux États-Unis, demandant à l'inventeur et industriel de l'employer, mais ses demandes demeurent sans réponse. La famille de Dickson émigre aux États-Unis, et quelques années plus tard Dickson voit son rêve s'accomplir : il obtient un emploi de photographe chez Edison. Très vite, il se révèle indispensable et doué, à tel point qu'il est chargé de travailler aux côtés d'Edison pour développer le phonographe.

## Inventeur et pionnier du cinéma
En 1887, Edison caresse un projet qui lui tient à cœur : créer un appareil qui devrait faire « pour l'œil ce que le phonographe fait pour l'oreille ». Edison trace à grands traits les plans de plusieurs projets et charge Dickson de la réalisation des appareils. Dickson se penche d'abord sur la conception de l'appareil de prise de vues, la caméra. Plusieurs procédés voient le jour, qui seront abandonnés. Dickson développe notamment un système de prise de vue et d'enregistrement synchrone du son. C'est une adaptation du phonographe à cylindre, où sont disposés côte à côte sur le même axe en rotation, d'une part un graveur sur cylindre de cire, et d'autre part un enregistreur photographique enregistrant des photogrammes les uns à la suite des autres, à la manière du sillon du phonographe, en spirale, sur un cylindre enduit de produit photosensible. Le son et les images étant disposés sur le même entraînement rotatif, l'enregistrement, puis la lecture des photogrammes sur un cylindre transparent éclairé de l'intérieur, se font à la même vitesse et sont donc couplés au son. Mais Dickson se heurte à deux obstacles insurmontables. D'abord, la sensibilité de l'émulsion colloïdale est insuffisante, compte tenu de la nécessité d'enregistrer en une seconde au moins douze instantanés. D'autre part, alors que le cylindre de cire permet d'enregistrer quelques minutes de son, le cylindre-images, à douze photogrammes par seconde, ne permet que quelques secondes de prise de vues.
C'est l'invention d'un autre chercheur qui permet à Dickson — et à tous les autres chercheurs — de sortir de l'impasse. En 1887, John Carbutt met au point un support souple de nitrocellulose, le celluloïd, que l'industriel américain George Eastman commercialise dès 1888 sous la forme d'un ruban de 70 mm de large, et de longueur en principe illimitée. Cette découverte met fin à la brièveté du cycle typique du jouet optique — phénakistiscope, zootrope, zoopraxiscope, praxinoscope —, qui offre un maximum d'une à deux secondes de spectacle, des dessins ou des photographies installés à la circonférence d'un disque tournant.

### Co-invention du film35mmstandard

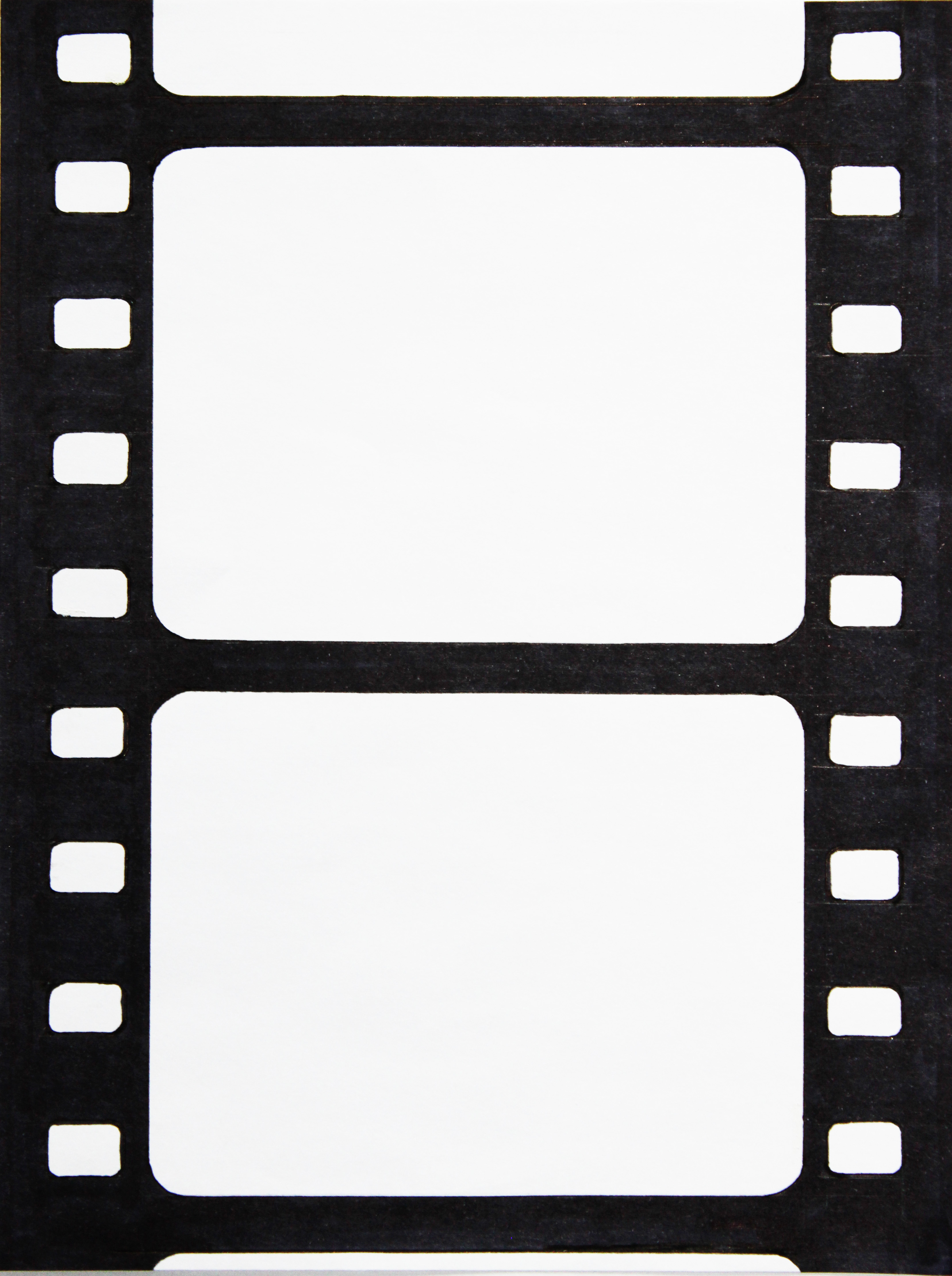
Modèle de film cinéma 35 mm Edison-Dickson.

Avec l'aide de ses assistants, William Heise et Charles Kayser, Dickson part dans une autre direction que leur trace à grands traits leur employeur, Edison. Dickson découpe d'abord le support souple lisse d'Eastman en trois bobineaux de 19 mm de large qu'il dote d'une rangée de perforations ovales (six perforations par photogramme). La pellicule se déroule horizontalement et les photogrammes sont circulaires, d'un demi-pouce de diamètre, dernier lien formel avec les jouets optiques. Mais c'est avec ce format et ce procédé que l'équipe d'Edison enregistre ses premiers essais aboutis. Entre autres, Dickson se fait filmer par Heise, saluant avec son canotier un public imaginaire. Ce film, Dickson Greeting, est présenté en public le 20 mai 1891, devant une assemblée de 150 militantes de la Federation of Women’s Clubs, qui sont enchantées de ce spectacle de 10 secondes, qu'elles admirent en se penchant sans se lasser sur l'œilleton du kinétoscope. Il n'en reste que deux secondes sur dix car à l'époque, les copies étaient tirées à partir du négatif original qui subissait ainsi de nombreuses manipulations et des passages dans des machines aux mécanismes intermittents qui finissaient par détériorer le négatif (d'où les remakes fréquents). Le quotidien américain The New York Sun relate la première présentation publique de ce film, devant un parterre de militantes féministes et nous renseigne précieusement sur le contenu manquant : « Sur la face supérieure de la boîte, se trouvait un trou, de 1 pouce de diamètre environ. Et, alors qu'elles se penchaient pour regarder, elles virent l'image d’un homme. C'était une très belle image. Il s'inclina, tout en souriant et en agitant la main puis enleva son chapeau avec grâce et le plus grand naturel. Chaque mouvement était parfait ». On peut dire qu'il s'agit du premier film du cinéma, même si Georges Sadoul, dans la chronologie de sa monumentale Histoire du cinéma mondial, le qualifie d'« essai ».

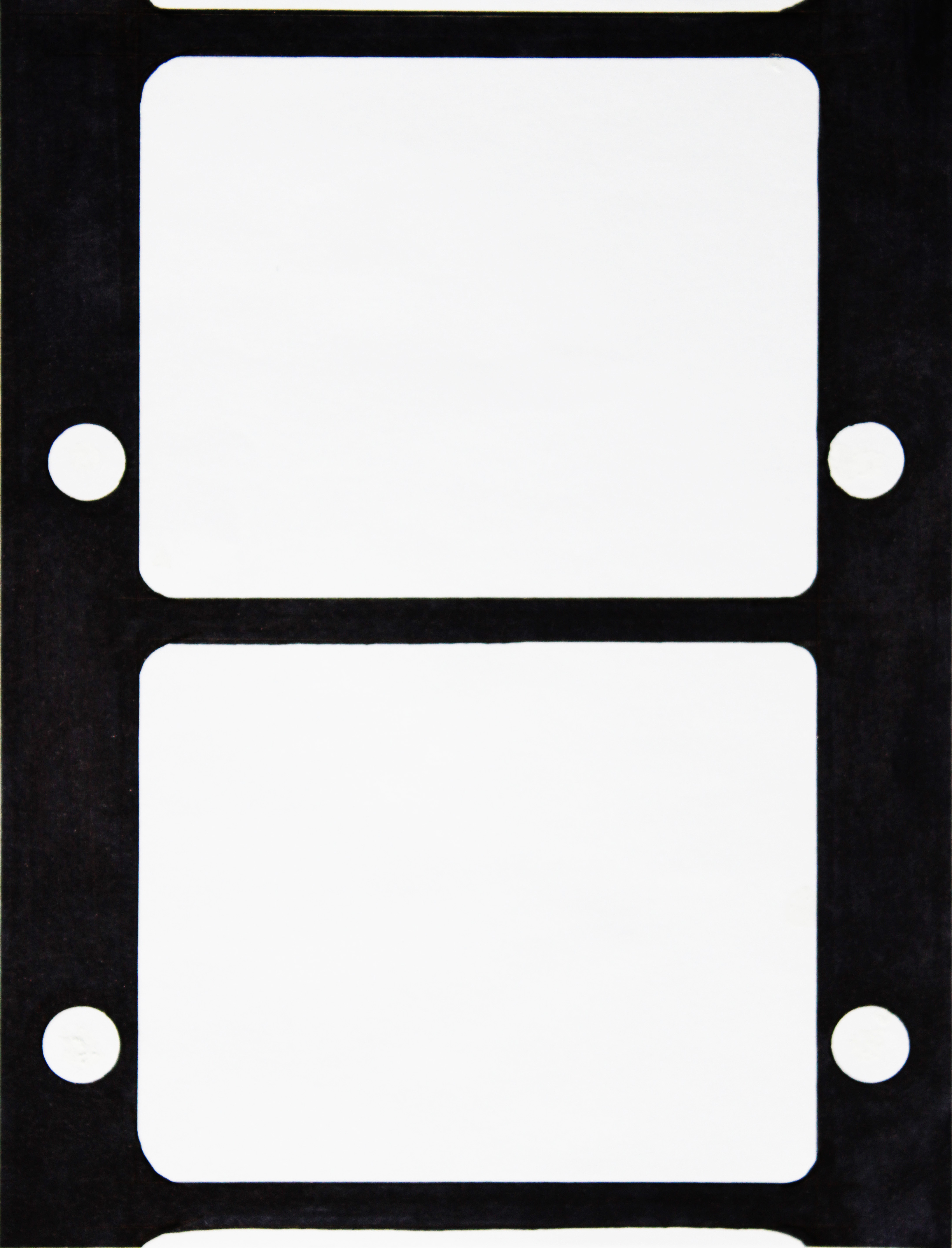
Modèle de pellicule Lumière.

Si Dickson Greeting est un film abouti, l'équipe d'Edison reproche au format 19 mm son manque de définition, qui est ressenti plus particulièrement quand les personnages sont filmés en pied (dans Dickson Greeting, le personnage est cadré en plan américain, coupé au milieu des cuisses). Aussi Dickson conçoit-il un film plus adapté à des cadrages larges : le film Eastman de 70 mm de large est débité en deux rouleaux de 35 mm de large, chacun doté sur ses bords de perforations rectangulaires, à raison de huit perforations par photogramme (quatre d'un côté, quatre de l'autre). Le déroulement de la pellicule est, cette fois, vertical, de haut en bas, et les images sont rectangulaires. Edison s'empresse de déposer des demandes de brevet dans plusieurs pays sur la disposition, le nombre et la forme précise de ces perforations. Le film standard du cinéma est né : le 35 mm aux perforations Edison, que les cinéastes et industriels du monde entier choisiront en 1906 comme standard international des films de cinéma, aux dépens d'autres formats, moins performants, comme le 35 mm à double jeu d'une seule perforation ronde par photogramme (une d'un côté, une de l'autre) utilisé par les frères Lumière, et le 58 mm sans perforations (entraînement par came battante) de l'industriel Léon Gaumont, et d'autres encore.

### Co-invention du kinétographe

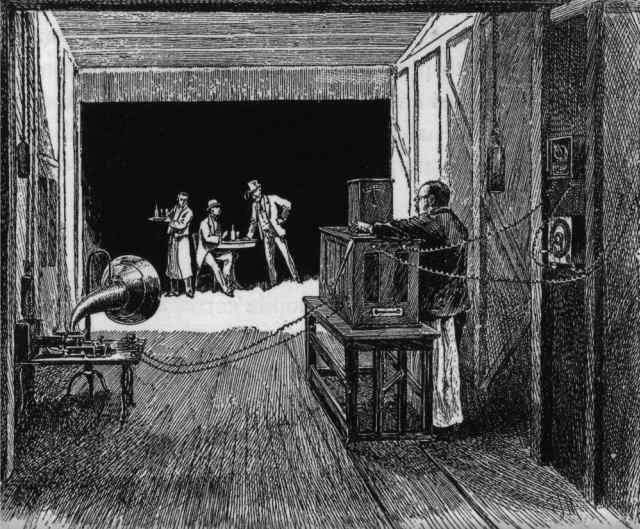
L'intérieur du Black Maria, avec le kinétographe et un phonographe pour un jeu en play-back.

La pellicule étant prête, la caméra d'Edison est alors finalisée. Baptisée kinétographe, c'est une machine plutôt lourde et encombrante, et de surcroît nécessitant une alimentation électrique. Laurent Mannoni, conservateur à la Cinémathèque française des appareils du précinéma et du cinéma, précise : « Les premiers films ont été enregistrés par le Kinétographe (en grec, écriture du mouvement) : caméra de l’Américain Thomas Edison, brevetée le 24 août 1891. » et : « Cent quarante-huit films sont tournés entre 1890 et septembre 1895 par Dickson et Wiliam Heise à l'intérieur d'un studio construit à West Orange, la Black Maria, une structure montée sur rail, orientable selon le soleil. ».
C'est ainsi que le couple Thomas Edison et William Dickson est à l'origine de la première caméra de cinéma, et du film standard de 35 mm. Selon Dickson, c'est Edison qui le premier désigne par le mot anglais film les bobineaux impressionnés et leur contenu artistique.

### Co-invention du kinétoscope

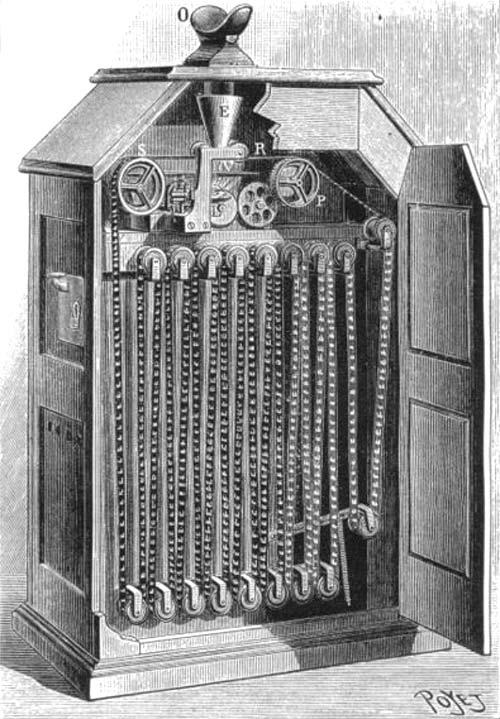
Intérieur du kinétoscope. Le film est en boucle continue.

Le procédé, optique — pour Edison, le kinétographe ne sera au point que couplé à un phonographe —, est un système de vision individuel. Le kinétoscope, développé pratiquement par le seul Dickson, se présente sous la forme d'un coffre en bois, dans les flancs duquel un film d'environ une minute, monté en boucle, se déroule en continu devant une forte lampe éclairant par intermittence, grâce à un obturateur rotatif synchronisé aux perforations. (Edison est par ailleurs l'un des inventeurs de l'ampoule électrique.) Les spectateurs, les uns après les autres, se penchent sur un œilleton qui permet de regarder le film à travers une loupe. L'image apparente a les dimensions d'une carte postale en mouvement.
Edison, pourtant plutôt prudent de nature, ne dépose pas de demandes de brevet à l'étranger pour cette machine qui n'est pour lui qu'un stade intermédiaire vers une invention plus parfaite : les films sonores. Cependant le retentissement international de cette invention, notamment lorsqu'il la présente en 1893 à l'Exposition universelle de Chicago, est considérable. Des Anglais s'empressent de reproduire le kinétoscope, non protégé hors des États-Unis, et de le produire en série. Aux États-Unis, l'invention, en règle générale, est cédée contractuellement de l'employé à l'employeur, ce qui est le cas pour les inventions de Dickson faites en tant que salarié. C'est ainsi que les machines signées Edison sont connues par les photographes et les industriels de la photographie du monde entier, et que des machines, reproduites, sont commercialisées. « À ce moment-là, il était, bien entendu, déjà trop tard pour protéger mes intérêts », soupire plus tard Thomas Edison. Cela ne l'empêche pas d'organiser, notamment à Paris, des démonstrations du kinétoscope.
L'Institut Lumière remarque qu'« il est bien difficile de déterminer précisément le moment à partir duquel les frères Lumière ont commencé à travailler sur la projection d’images animées, leurs souvenirs sur ce point étant contradictoires. Le Kinétoscope Edison est en revanche toujours cité comme point de départ de leurs réflexions visant à rendre visible par un public, et non plus individuellement, des images animées : ce n’est donc qu’à partir de septembre 1894 qu’ils ont pu, ou leur père Antoine, voir cette nouvelle attraction à Paris. » Cette nouvelle attraction n'est autre que les premiers films du cinéma, vus grâce aux kinétoscopes.

### Co-invention de la «boucle de Latham»

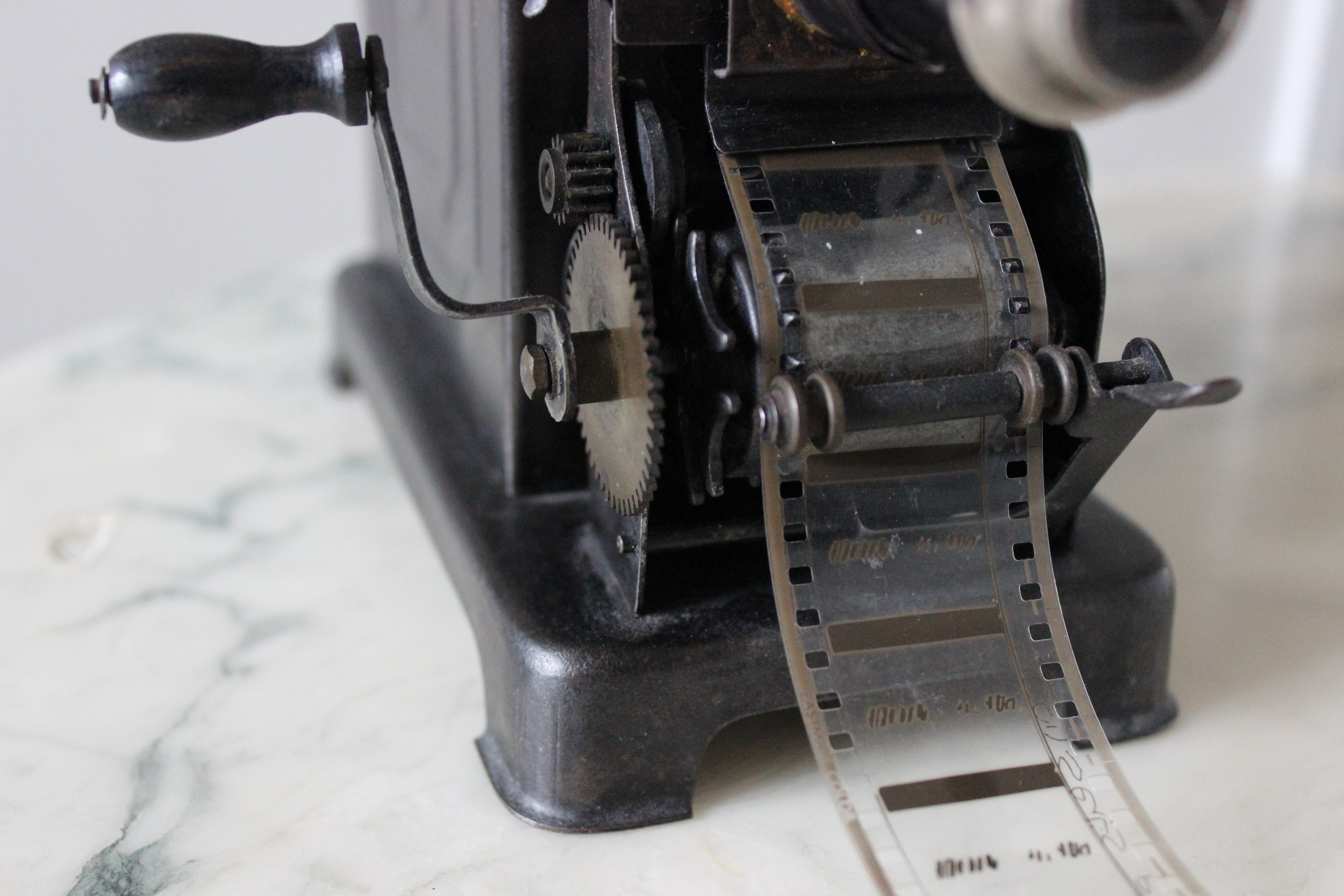
Projecteur 35 mm pour amateurs (1910). Le mécanisme d'avance intermittente à croix de Malte entraîne la totalité du film (moins d'une minute).

Sa non-reconnaissance en tant qu'inventeur par Edison blesse Dickson. À la fin de 1894, après avoir essayé de convaincre son employeur de l'urgence de mettre sur le marché un système de projection, Dickson entre en contact avec les fils de Woodville Latham, Otway et Grey, qui lui demandent de fournir secrètement ses conseils à leur société, la Lambda Company, pour finaliser un appareil de projection de films, et le mettre en vente au public fortuné. Début avril 1895, Dickson quitte Edison, comme l'a fait Eugene Lauste, un français qui l'assiste alors dans la mise au point de l’eidoloscope, l'appareil que les Latham cherchent à rendre capable de projeter des films de plus d'une minute. 

Mécanisme de cinéma à griffes, au format 16 mm, montrant les deux boucles de Latham en action.

En effet, le kinétographe, ainsi que le cinématographe qui arrive sur le marché fin 1895, ne peuvent projeter que des bobineaux de moins de 20 mètres de pellicule 35 mm, soit une minute. Dans la caméra, la pellicule est entraînée uniquement par le système intermittent (roue à rochet pour la caméra Edison, griffes sur excentrique pour le cinématographe), la pellicule vierge est ainsi tirée de son logement par à-coups. Une fois impressionnée, la pellicule, qui avance toujours par à-coups, est rembobinée sur un axe récepteur. Le mouvement de la pellicule, déroulée puis rembobinée, est engendré par la traction intermittente exercée dans le couloir de prise de vues. Cela limite la capacité de chargement à moins de 20 mètres : au-delà, le poids, donc l'inertie de la pellicule, provoque une cassure à l'entrée ou en sortie du couloir de prises de vues. Le but de la recherche entreprise par Dickson et Lauste est de rendre indépendants les deux modes de déplacement de la pellicule dans le boîtier de la caméra. Les inventeurs ont alors l'idée d'ajouter deux débiteurs dentés, l'un en amont du couloir de prise de vues, l'autre en aval. Ces deux accessoires débitent la pellicule de façon continue (comme dans le kinétoscope), et l'on peut charger la caméra avec plus de pellicule (60, 120, 300 mètres, voire plus). Mais si l'on se contentait de ce dispositif, la pellicule casserait immédiatement en raison du conflit entre son mouvement continu et son mouvement intermittent. La solution proposée est de former une boucle de pellicule entre chaque débiteur et le couloir de prise de vues, boucle qui alternativement se résorbe et se reforme grâce à la souplesse du support de John Carbutt. Le même dispositif est appliqué au déroulement du film dans le projecteur. Woodville Latham nomme cette boucle « boucle de Latham ». Le 20 mai 1895, les Latham organisent une projection publique qui trouve un écho très favorable dans la presse américaine.

### Cofondateur de l'American Mutoscope Company

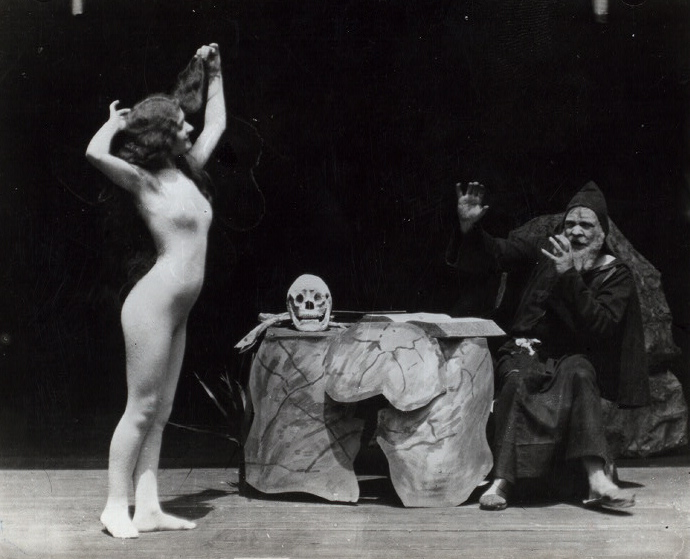
Mutoscope : La Tentation de saint Antoine (1900).

Dès 1893, tout en travaillant pour Edison, Dickson s'associe à trois financiers et chercheurs dans ce qu'ils appellent le « groupe KMCD », aux initiales des quatre jeunes gens : Elias Bernard Koopman, Harry Norton Marvin, Herman Casler, et Dickson. Ils mettent au point un mini appareil photo, de la grosseur d'une montre-gousset, utilisant un film souple d'un format proche du futur 8 mm, qu'ils destinent aux détectives privés. C'est Koopman qui le commercialise avec sa société Koopman's Magic Introduction Company. Les gains sont modestes, les détectives ne se précipitent pas sur la nouveauté. Mais l'association KMCD débouche en 1897 sur la fondation de la société American Mutoscope Company, qui commercialise un appareil très primitif, une sorte de folioscope : l'appareil, proposé par Dickson, est muni d'un monnayeur ; il effeuille derrière une vitre une série de quelques centaines de photogrammes d'un film réalisé avec un appareil de prise de vues cinématographique à pellicule de 68 mm de large — le mutagraphe — tirés sur papier cartonné, éclairés par une lampe, et actionnés par une manivelle fonctionnant aussi bien à l'endroit qu'à l'envers. Pour un appareil aussi simple, les rentrées financières sont énormes, comparées aux dépenses. Les sujets traités pour ce mutoscope n'échappent pas à la vulgarité, voire à une pornographie soft. La société American Mutoscope Company s'aligne bientôt au premier rang des sociétés de production, au point d'absorber la Biograph Company et de former l'une des plus puissantes maisons de production des États-Unis, l'American Mutoscope and Biograph Company, la première major, qui est aussi la première compagnie à s'implanter à Hollywood et à lancer ce lieu mythique. La Biograph Co. produira des films jusqu'en 1916.
En 1897, chargé de diriger la filiale britannique de l'American Mutoscope and Biograph Company, William Dickson revient s'installer définitivement en Angleterre, où il meurt en 1935.

## Filmographie

### Comme réalisateur
- 1890 : Monkeyshines, No. 1
- 1891 : Newark Athlete (with Indian Clubs)
- 1891 : Men Boxing
- 1891 : Dickson Greeting
- 1893 : Blacksmith Scene
- 1894 : Luis Martinetti, Contortionist
- 1894 : The Hornbacker-Murphy Fight
- 1894 : Dickson Experimental Sound Film
- 1894 : Carmencita
- 1894 : Caicedo, with Pole
- 1894 : Buffalo Dance
- 1894 : Athlete with Wand
- 1894 : Annie Oakley
- 1894 : Butterfly Dance
- 1894 : Edison Kinetoscopic Record of a Sneeze
- 1894 : Sandow
- 1895 : The Gay Brothers
- 1895 : Princesse Ali
- 1896 : Rip's Twenty Years' Sleep
- 1896 : A Watermelon Feast
- 1896 : A Hard Wash
- 1896 : Dancing Darkies
- 1896 : Stable on Fire
- 1896 : Serpentine Dance
- 1896 : Rip's Toast
- 1896 : Rip Leaving Sleepy Hollow
- 1896 : Winchester Arms Factory at Noon Time
- 1896 : The Sound Money Parade
- 1896 : Sound Money Parade
- 1896 : Fire Department, New Haven, Conn.
- 1897 : He and She
- 1897 : A Newsboys' Scrap
- 1897 : Musical Drill; Troop A., Third Cavalry
- 1898 : Pope Leo XIII in Carriage
- 1898 : Pope Leo XIII and Count Pecci, No. 1
- 1898 : Pope Leo XIII Walking Before Kneeling Guards
- 1898 : Pope Leo XIII Seated in Garden, No. 105
- 1898 : Pope Leo XIII Leaving Carriage and Being Ushered Into Garden, No. 104
- 1898 : Pope Leo XIII in Carriage, No. 102
- 1898 : Pope Leo XIII in Canopy Chair, No. 100
- 1898 : Pope Leo XIII Being Seated Bestowing Blessing Surrounded by Swiss Guards, No. 107
- 1898 : Pope Leo XIII Being Carried in Chair Through Upper Loggia, No. 101
- 1899 : Harbor of Villefranche
- 1899 : King John
- 1903 : Rip Van Winkle

### Comme directeur de la photographie
- 1890 : Monkeyshines, No. 3
- 1890 : Monkeyshines, No. 2
- 1890 : Monkeyshines, No. 1
- 1891 : Newark Athlete (with Indian Clubs)
- 1891 : Monkey and Another, Boxing
- 1891 : Men Boxing
- 1891 : Duncan Smoking
- 1891 : Duncan or Devonald with Muslin Cloud
- 1891 : Duncan and Another, Blacksmith Shop
- 1894 : Leonard-Cushing Fight
- 1894 : Imperial Japanese Dance
- 1894 : Barber Shop
- 1895 : Serpentine Dance
- 1896 : West Point Cadet Cavalry
- 1896 : West Point Cadet Cavalry
- 1896 : West Point Cadet Drill
- 1896 : Upper Rapids, from Bridge
- 1896 : Taken from Trolley in Gorge, Niagara Falls
- 1896 : Serpentine Dance by Annabelle
- 1896 : Pointing Down Gorge, Niagara Falls
- 1896 : Parade, Sound Money Club, Canton, O.
- 1896 : Parade, Americus Club, Canton Ohio
- 1896 : Panorama of American & Canadian Falls, Taken Opposite American Falls
- 1896 : Niagara Gorge from Erie R.R.
- 1896 : McKinley at Home, Canton, Ohio
- 1896 : Lower Rapids, Niagara Falls
- 1896 : Li Hung Chang Driving Through 4th St. and Broadway
- 1896 : Li Hung Chang at Grant's Tomb
- 1896 : Li Hung Chang, 5th Avenue & 55th Street, N.Y.
- 1896 : Canadian Falls: Table Rock
- 1896 : Canadian Falls: Table Rock
- 1896 : Canadian Falls: Panoramic View from Michigan Central R.R.
- 1896 : Canadian Falls, from American Side
- 1896 : American Falls, Luna Island
- 1896 : American Falls, Goat Island
- 1897 : Butterfly Dance
- 1897 : Columbia Bicycle Factory
- 1898 : The Vatican Guards, Rome
- 1899 : King John
- 1899 : Wreck of the S.S. 'Paris'
- 1899 : Wreck of the 'Mohican'
- 1899 : 'Sagasta', Admiral Dewey's Pet Pig
- 1899 : Officers of the 'Olympia'
- 1899 : Jack Tars Ashore
- 1899 : Admiral Dewey
- 1899 : Harbor of Villefranche
- 1899 : A Dip in the Mediterranean
- 1903 : Cock Fight, No 2
- 1903 : Pope Leo XIII Passing Through Upper Loggia
- 1903 : Pope Leo XIII in His Carriage

### Comme producteur
- 1890 : Monkeyshines, No. 3
- 1890 : Monkeyshines, No. 2
- 1890 : Monkeyshines, No. 1
- 1891 : Newark Athlete (with Indian Clubs)
- 1891 : Monkey and Another, Boxing
- 1891 : Men Boxing
- 1891 : Duncan Smoking
- 1891 : Duncan or Devonald with Muslin Cloud
- 1891 : Duncan and Another, Blacksmith Shop
- 1891 : Dickson Greeting
- 1892 : Wrestling
- 1892 : Man on Parallel Bars
- 1892 : A Hand Shake
- 1892 : Fencing
- 1892 : Boxing
- 1893 : Horse Shoeing
- 1894 : Wrestling Match
- 1894 : The Wrestling Dog
- 1894 : Whirlwind Gun Spinning
- 1894 : Unsuccessful Somersault
- 1894 : Trapeze
- 1894 : Trained Bears
- 1894 : Sioux Ghost Dance
- 1894 : Ruth Dennis
- 1894 : Rat Killing
- 1894 : The Pickaninny Dance, from the 'Passing Show'
- 1894 : Oriental Dance
- 1894 : Organ Grinder
- 1894 : Miss Lucy Murray
- 1894 : Men on Parallel Bars
- 1894 : The Hornbacker-Murphy Fight
- 1894 : Highland Dance
- 1894 : Hadj Cheriff
- 1894 : Glenroy Bros., No 2
- 1894 : French Dancers
- 1894 : Fred Ott Holding a Bird
- 1894 : Fancy Club Swinger
- 1894 : Edison Employee Picnic
- 1894 : Dogs Fighting
- 1894 : Cupid's Dance
- 1894 : Corbett and Courtney Before the Kinetograph
- 1894 : The Cock Fight
- 1894 : Cock Fight, No 2
- 1894 : The Carnival Dance
- 1894 : Carmencita
- 1894 : Caicedo, with Spurs
- 1894 : Caicedo, with Pole
- 1894 : Buffalo Dance
- 1894 : Buffalo Bill
- 1894 : Bucking Broncho
- 1894 : Boxing Match
- 1894 : Les Chats boxeurs (The Boxing Cats (Prof. Welton's))
- 1894 : Bertoldi (Table Contortion)
- 1894 : Bertoldi (Mouth Support)
- 1894 : A Bar Room Scene
- 1894 : Barber Shop
- 1894 : Band Drill
- 1894 : Athlete with Wand
- 1894 : Armand D'Ary
- 1894 : Annie Oakley tirant à la Winchester
- 1894 : Sun Dance
- 1894 : Butterfly Dance
- 1894 : Amateur Gymnast, No. 2
- 1894 : L'Éternuement de Fred Ott
- 1894 : Sandow
- 1894 : The Widder
- 1894 : Topack and Steele
- 1894 : Fire Rescue Scene
- 1894 : Finale of 1st Act, Hoyt's 'Milk White Flag'
- 1894 : Dance
- 1895 : Robetta and Doretto, No. 3
- 1895 : New Bar Room
- 1895 : John W. Wilson and Bertha Waring
- 1895 : Elsie Jones, No. 2
- 1895 : Billy Edwards and the Unknown
- 1895 : Serpentine Dance
- 1895 : Robetta and Doretto, No. 1
- 1895 : The Rixfords, No. 2
- 1895 : The Rixfords, No. 1
- 1895 : Elsie Jones
- 1895 : Chinese Laundry Scene
- 1896 : The Tramp: Milk White Flag

### Comme acteur
- 1891 : Dickson Greeting
- 1892 : A Hand Shake
- 1893 : Horse Shoeing
- 1894 : Dickson Experimental Sound Film : Violin Player

### Comme scénariste
- 1903 : Rip Van Winkle